# Gare de Ringebu
La gare de Ringebu est une gare ferroviaire de la ligne de Dovre, située dans la commune de Ringebu. La gare se trouve à 242.55 km d'Oslo.